# Fundidoraparken
Fundidoraparken (spanska: Parque Fundidora) är en offentlig park i östra delen av staden Monterrey i Mexiko.

## Historia och läge
Denna urbana kulturpark ligger på platsen där Monterreys smältverk tidigare låg och täcker en yta av 142 km². Monterreys stål och järnsmältverk (Compañía Fundidora de Fierro y Acero de Monterrey) hade verksamhet här från 1900 och fram till dess konkursansökan 1986. Två år senare, efter att officiellt konkursförklarats, tog Fideicomiso Fundidora (Fundidoras fideikommiss) över parken. Parken har ett antal industriella byggnader från det gamla smältverket vilket gör den till en känt arkeologiskt industriområde i Mexiko.
Fundidoraparken har omfattande vandringsleder, en konstgjord sjö, lekplatser för barn och en 2,1 km  lång rak väg, populär bland joggare, cyklister och inlinesåkare. Parken har även kongresscentrat CINTERMEX, ett hotell, Mabe Fundidora hockeyrink, Sesame Street Park, Monterrey Arena, ett auditorium, Centro de las Artes CONARTE (Rådet för kultur och konst i Nuevo Leon) museum, Cineteca Nuevo Leon och ett antal mindre byggnader med kulturellt värde.

## Ett framtida världsarv
Sedan 2008 är Fundidora i Monterrey uppsatt på Mexikos förhandslista (tentativa lista) över planerade världsarvsnomineringar.

## Bildgalleri

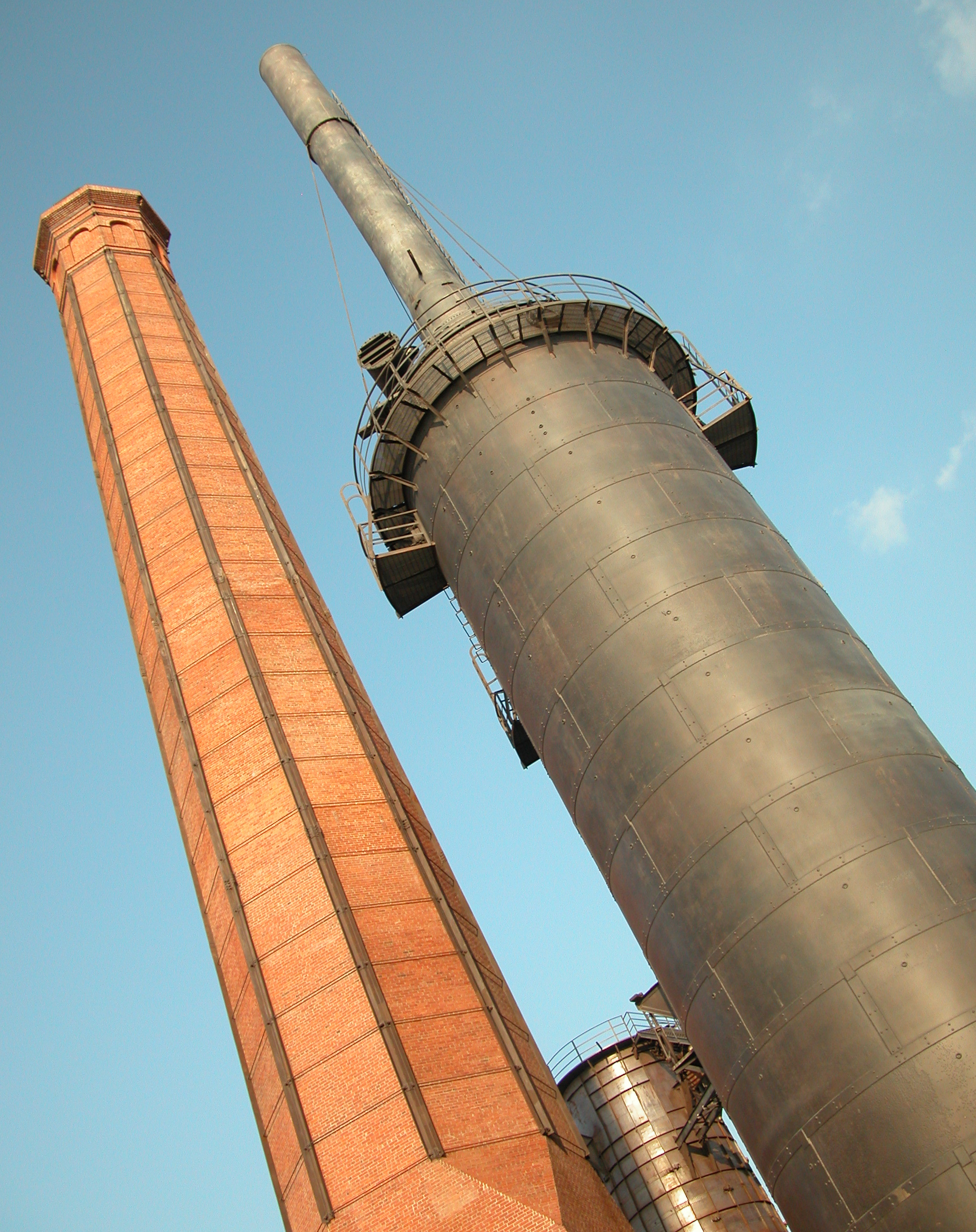
postindustriellt torn
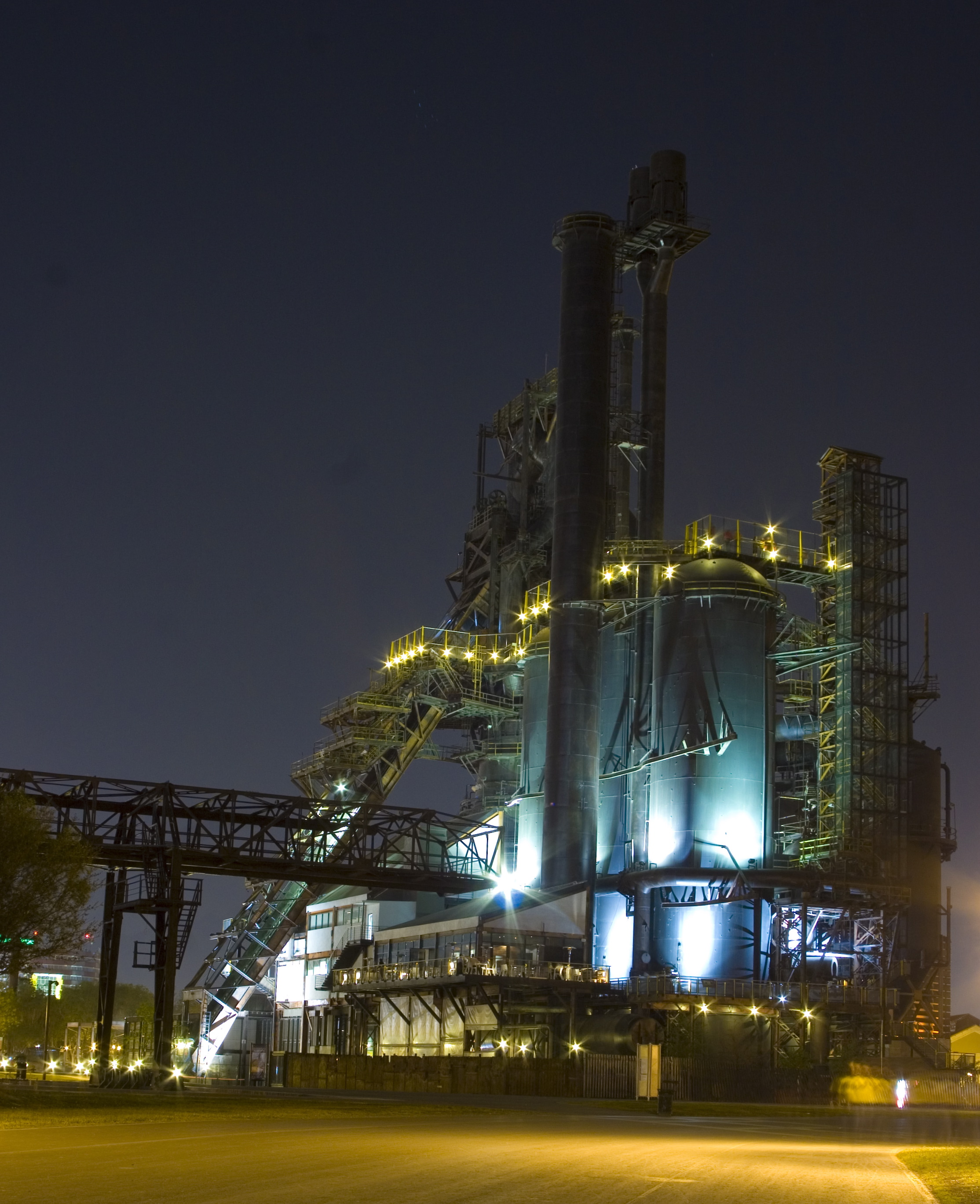
Stålverksbyggnad
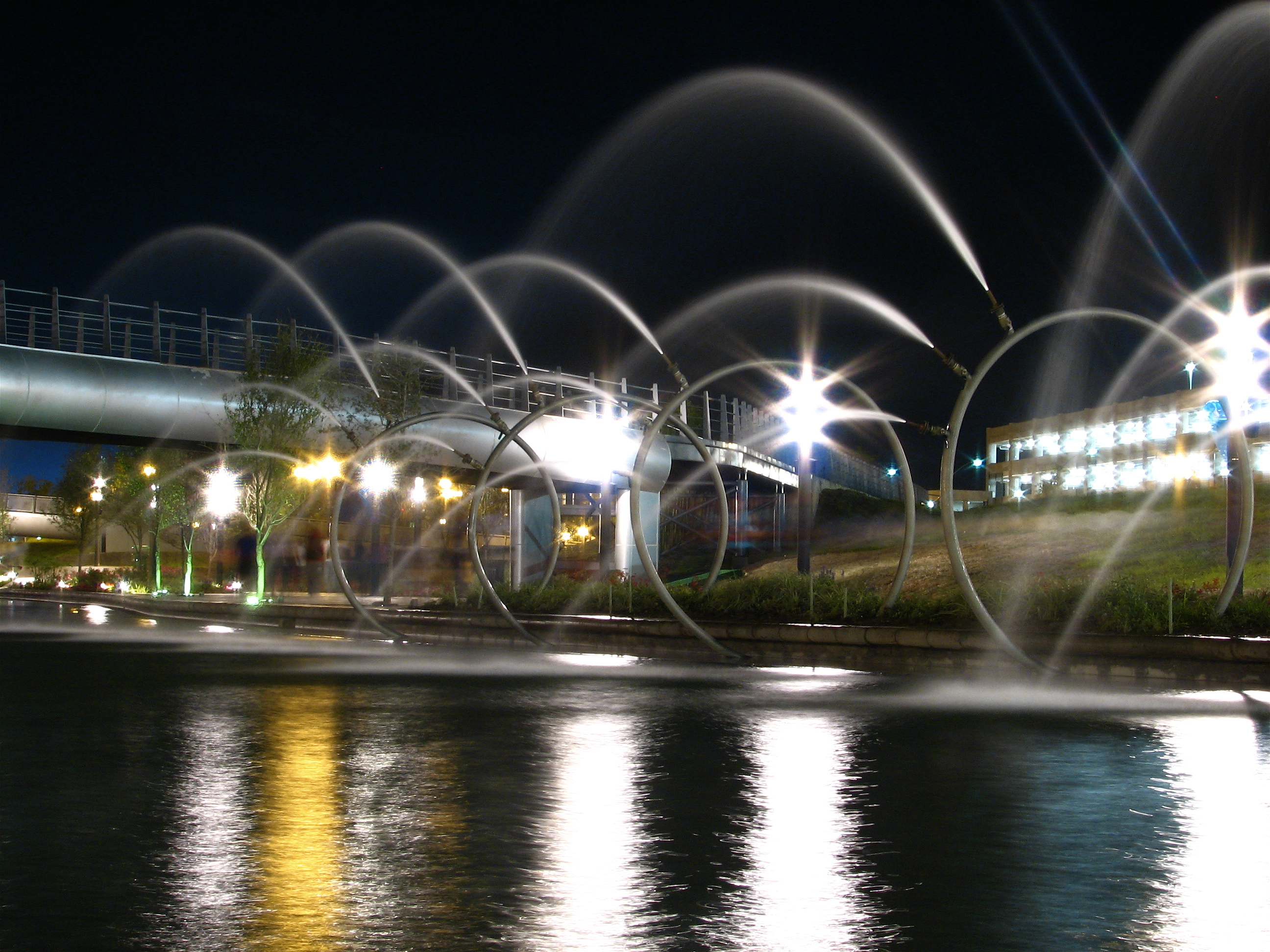
Fontän